# ترکیه، هلند
ترکیه، هلند (به هلندی: Turkeye) یک سکونتگاه مسکونی در هلند است که در Sluis واقع شده‌است.